# Швеция и евро
Швеция не использует евро в качестве своей валюты и не планирует заменять шведскую крону, но в соответствии с договором о присоединении Швеции к Европейскому союзу 1994 года, Швеция обязана ввести евро, когда будет соответствовать необходимым для того критериям.

## Статус
Швеция присоединилась к Европейскому союзу в 1995 году и, согласно договору о присоединении, обязана ввести в стране евро. Однако, одним из требований необходимых для ввода евро, является членство в ERM в течение двух лет. Швеция на данный момент уклоняется от участия в этом механизме. В то время как правительство поддерживает замену национальной валюты, между всеми партиями существует договорённость о невведении евро без проведения общенародного референдума и положительного результата в нём.
Несмотря на всё это, евро может быть использован для оплаты товаров и услуг в различных местах Швеции.
Швеция удовлетворяет четырём из пяти условий, необходимых для введения евро.

## История

### Предыдущие валютные союзы в Швеции (1873—1914)

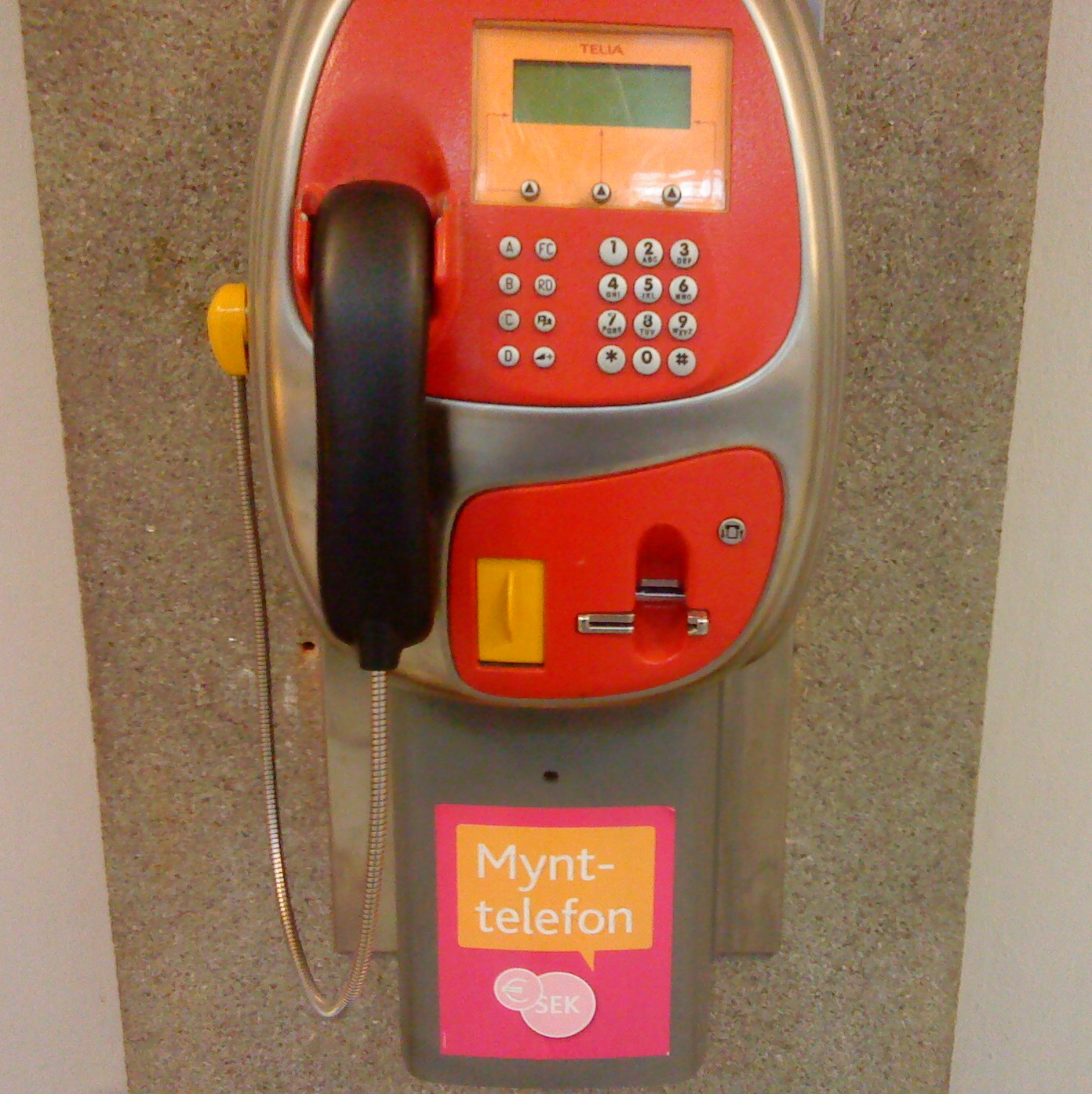
Все телефонные автоматы Telia в Швеции принимают монеты евро

5 мая 1873 года Дания и Швеция зафиксировали свои валюты по отношению к золоту и создали Скандинавский монетный союз. До этого момента в Швеции использовался Шведский риксдалер. В 1875 году Норвегия присоединилась к этому союзу. Единая крона этого валютного союза заменила три валюты этих стран. 1 крона = ½ датского ригсдалера = ¼ норвежского speciedaler = 1 шведский ригсдалер. Новая валюта (крона) стала официально приниматься во всех трёх странах — Дании, Швеции и Норвегии. Этот союз продлился до 1914 года, когда он распался по причине Первой мировой войны.
На 2015 год названия валют в трёх странах остались неизменными — крона.

### Присоединение к Европейскому союзу
В 1995 году Швеция присоединилась к Европейскому союзу. Согласно договору о присоединении, подписанному годом ранее, Швеция обязана перейти на использование евро, когда будет удовлетворять пяти критериям, необходимым для перехода.

### Референдум 2003 года
Референдум о вопросе введения евро был проведён в сентябре 2003 года. 56,1 % из принявших в нём участие высказались против членства Швеции в еврозоне. В результате Швеция решила не переходить на евро в ближайшем будущем. Если бы по результатам референдума большинство высказалось за переход на единую европейскую валюту, Швеция могла бы перейти на евро 1 января 2006 года.
Большинство из проголосовавших в Стокгольме высказалось за введение евро (54,7 % за, 43,2 % против). В Сконе количество проголосовавших «за» (49,3 %) превысило количество проголосовавших «против» (48,5 %). Во всех остальных частях Швеции большинство проголосовало «против».

## Использование в настоящее время

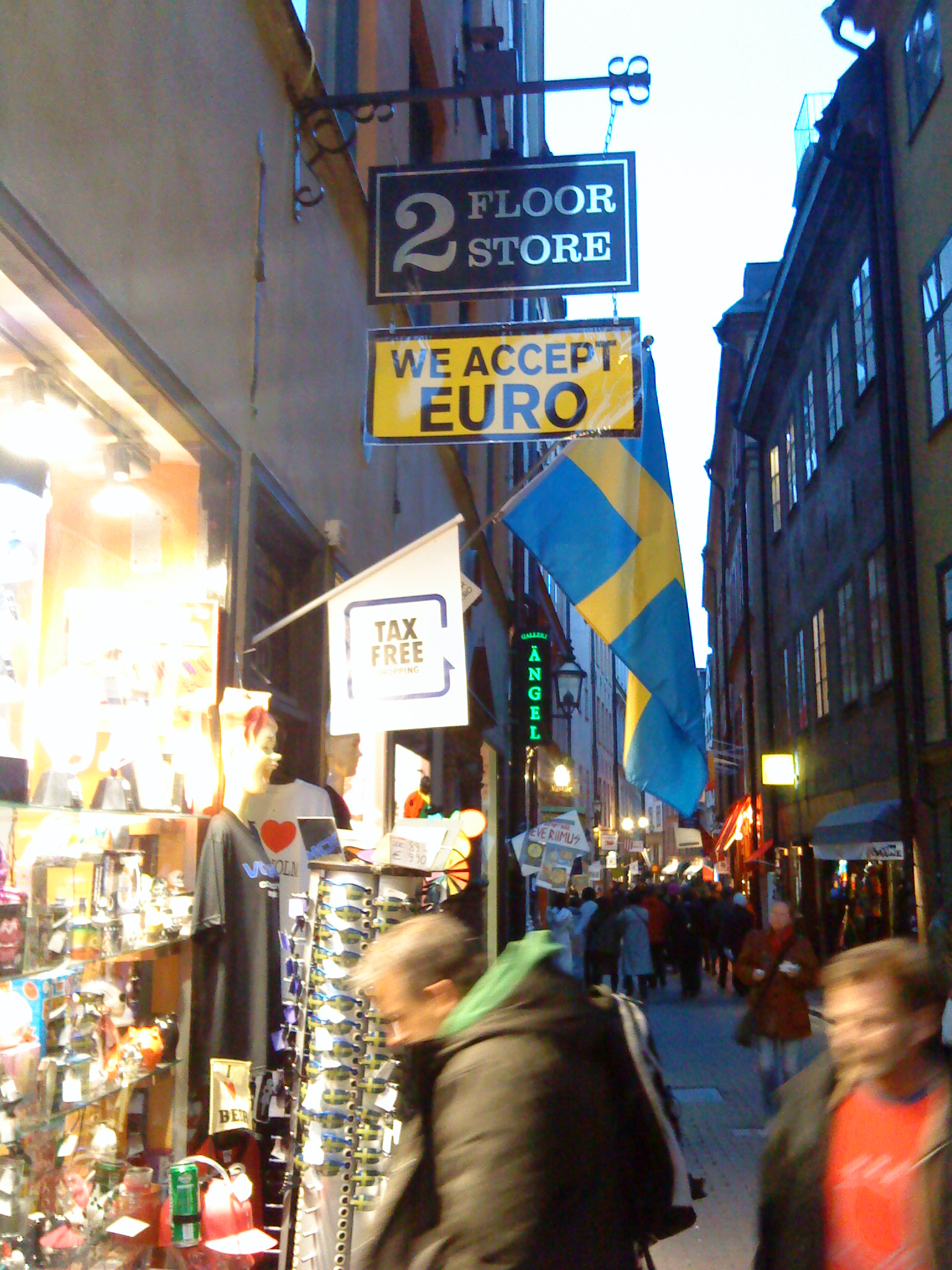
Магазин в туристическом районе Стокгольма, который принимает евро

Множество магазинов, отелей и ресторанов принимают евро. Неофициальное использование евро распространено более всего в населённых пунктах, расположенных возле границы. Магазины, которые, в основном, рассчитаны на иностранных туристов, принимают евро чаще, чем остальные.

### Коммуны

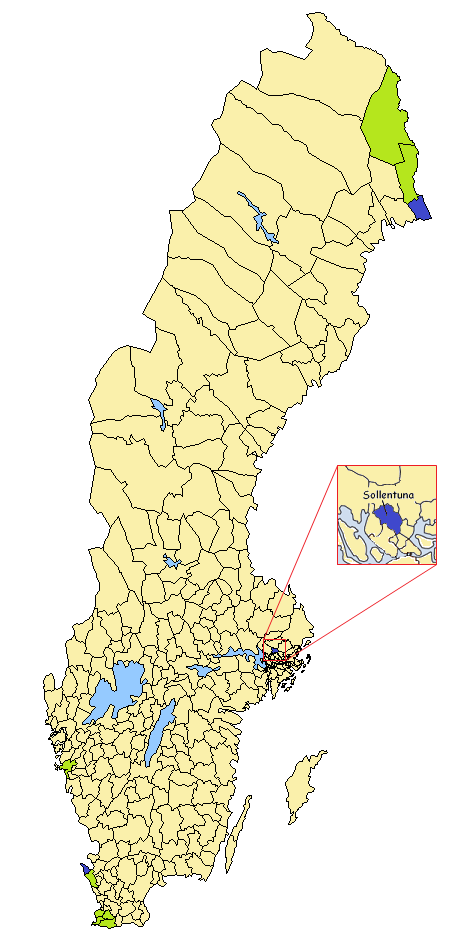
Коммуны, где евро обладает статусом официальной валюты
Коммуны, где евро часто встречается

#### Хапаранда
Шведский город, находящийся в непосредственной близости к еврозоне — Хапаранда, где все магазины принимают евро и все цены обозначены в двух валютах — кронах и евро. Кредитные карты могут обслуживаться в евро, в случае когда магазин к этому готов.
Некоторые коммуны, особенно Хапаранда, хотели ввести евро в качестве официальной валюты, и, к примеру, платить зарплаты рабочим из Финляндии в евро. Бюджет Хапаранды представлен в двух валютах.

#### Хёганес
Коммуна Хёганес полностью ввела в обращение евро 1 января 2009 года. С этого момента все её жители могут использовать и кроны и евро в ресторанах и магазинах, а также при аренде или оплате счетов. Двойные цены используются повсеместно, и банкоматы выдают обе валюты без оплаты дополнительных сборов. Около 60 % магазинов в городе подписали специальное соглашение, и местные отделения банков разработали специальную схему по использованию вкладов в евро. Это решение было одобрено и согласовано с руководством коммуны Хёганес. Хёганес для своего города разработал специальный евро-логотип. Это являлось рекламным шагом и было ярко освещено в иностранной прессе.

#### Хельсингборг и Мальмё
Цены в евро встречаются в Хельсингборге и Мальмё. Падение курса шведской кроны привлекло многих туристов из соседней Дании для осуществления покупок в магазинах Хельсингборга и особенно Мальмё. Для их удобства иногда используются цены в датских кронах.

#### Соллентуна

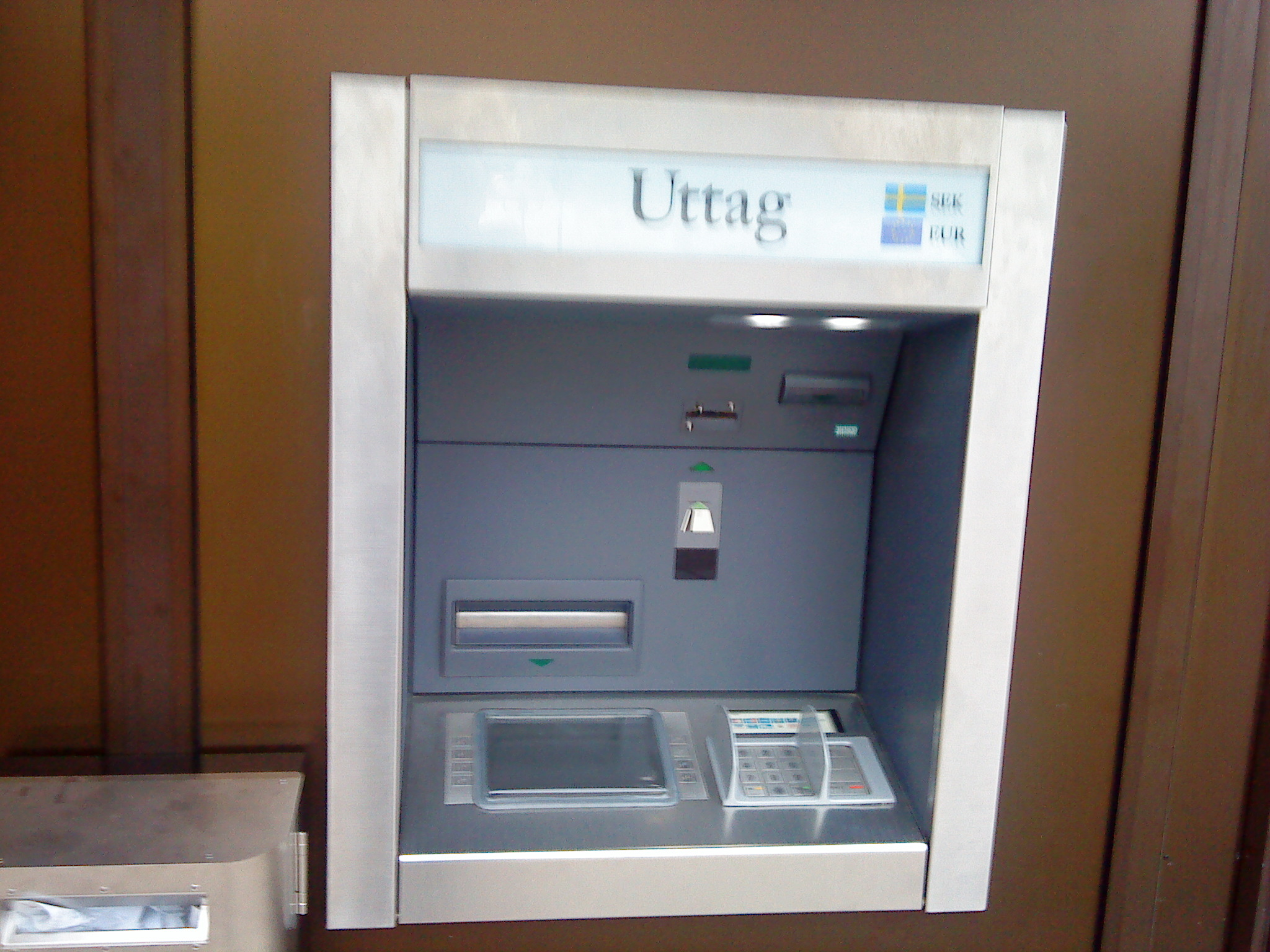
Банкомат, который выдаёт как кроны, так и евро

Соллентуна ввела евро в качестве параллельной валюты в 2010 году.

#### Стокгольм
Стокгольм — наиболее важный туристический город в Швеции по количеству проведённых туристами в городе дней. Магазины, рассчитанные на туристов, принимают евро, хотя нет официального указания со стороны властей города. Все службы такси в Стокгольме принимают к оплате евро.

### Другие места
Двойные SEK-EUR цены используются на паромах, курсирующих между Швецией и Финляндией, между Швецией и Эстонией и между Швецией и Германией. Также международные аэропорты Швеции используют двойные цены в своих магазинах. Паромы, курсирующие между Швецией и Данией, используют двойные цены в шведских кронах и датских кронах.
Некоторые банкоматы в Швеции выдают наличные в евро. Большинство из таких банкоматов расположены в крупных городах и аэропортах.

### Присутствие евро в законодательстве и банковской системе Швеции
Евро присутствует в некоторых элементах шведского законодательства. Например, согласно директиве ЕС, все транзакции в евро внутри ЕС должны облагаться такими же самыми пошлинами как и валюта конкретной страны. Правительство Швеции сделало поправку, согласно которой положения директивы относится и к транзакциям со шведской кроной. Это значит, что, к примеру, евро могут без дополнительных сборов сниматься в шведских банках и банкоматах Швеции или других стран Еврозоны. Также транзакции SEK+EUR между счетами банков внутри Европейской Экономической Зоны могут быть произведены по интернету также без дополнительной платы за перевод. Тем не менее, банк-получатель иногда может взимать плату за получение переводов, хотя та же директива ЕС делает это невозможным для переводов в евро в других странах еврозоны. Это немного отличается от, к примеру, Дании, где банки обязаны устанавливать цену на международные переводы евро в другие страны ЕЭЗ на уровне переводов евро внутри Дании, что может не совпадать с ценой на транзакции с датскими кронами внутри Дании. Однако, банки Швеции всё ещё применяют обменный курс, и, таким образом, могут продолжать облагать людей небольшой платой за обмен крон на евро. Также для ограниченного числа компаний разрешено использовать банковские счета в евро и внутренний капитал исчислять в евро.

## Планы
Большинство крупных политических партий в Швеции, включая бывший правящий Альянс за Швецию (кроме Партии Центра), и правящая Социал-демократическая партия Швеции, выигравшая выборы 2014 года, в целом поддерживают введение евро.
Европейская комиссия приняла в 2017 году план, предусматривающий оказание давления на страны ЕС, не перешедшие на единую валюту, по принятию евро не позднее 2025 года.

### Влияние референдума в Дании
26 ноября 2007 года газета Sydsvenska Dagbladet (спустя несколько дней с момента когда бывший премьер-министр Дании Андерс Фог Расмуссен заявил о том, что в Дании до 2011 года будет проведён второй референдум по вопросу введения евро) предположила, что вопрос о введении в Швеции евро был бы одним из главных на выборах 2010 года.
Шведский политик Олле Шмидт в интервью журналистам из Европейского Парламента на вопрос о том, есть ли у Швеции планы ввести евро, сказал: «Когда все Балтийские страны введут евро, всё Балтийское море будет окружено одной валютой — евро. Вот тогда сопротивление падёт».
Лидер социал-демократической партии Мона Салин заявила, что нового референдума не будет в 2010—2013 годах, потому как ещё учитываются результаты референдума 2003 года.

### Европейские выборы 2009 года

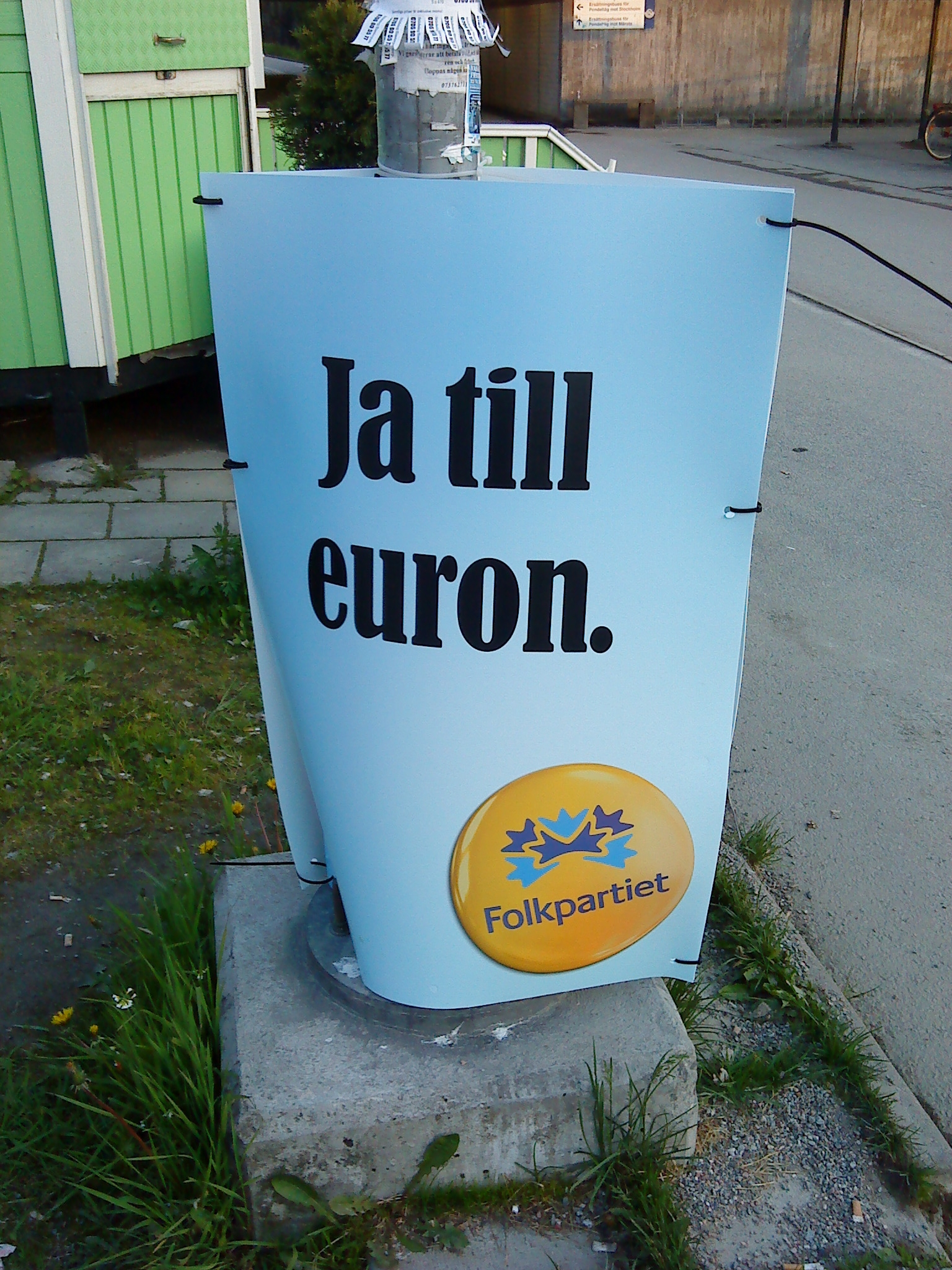
Слоган «Евро — да». Часть предвыборной программы на Европейских парламентских выборах 2009 года

Во время предвыборной кампании на европейских парламентских выборах 2009 года Народная партия и Христианско-демократическая партия выразили интерес по поводу проведения второго референдума по вопросу вступления страны в еврозону. Однако, Умеренная коалиционная партия и Партия Центра посчитали, что время для подобного рода референдумов выбрано неверно.

## Экономическое исследование
Недавнее экономическое исследование по вопросу возможного вхождения Швеции в состав еврозоны выявило в таком моменте положительный эффект. Изучение процесса эволюции денежного рынка Швеции показало, что они близки к уровню цен в евро, даже во время экономического кризиса. Это показывает, что Швеция не проиграет в автономности валютной политики, так как Шведский Центробанк уже следует действиям Европейского Центрального Банка. В случае введения евро Швеция потеряет свою автономию на бумаге, но обретёт реальное влияние на европейскую валютную политику благодаря получению мест в совете Европейского Центрального Банка. В итоге, заключает исследование, «нахождение за пределами еврозоны лишает Швецию выгод, которые маленькая открытая экономика могла бы иметь, выйдя на международный финансовый сектор путём введения международной валюты».

## Социологические опросы
С момента проведения выборов в 2006 году, отрицательные результаты опросов дали повод для заявления премьер-министра, что повторный референдум вряд ли будет проведён до того момента, как результаты опросов станут положительными. Также он отметил, что когда больше соседних со Швецией стран станут использовать евро, станет лучше видно, что Швеция не входит в еврозону.
В результате этого, в отличие от большинства других стран ЕС, не использующих евро, Швеция не установила никакого плана по переходу на евро.
К апрелю 2009 года результаты опросов изменились, показывая, что большинство выступает за введение евро. Если в мае 2004 года 54% опрошенных выступали против введения евро в Швеции, а 39% опрошенных, напротив, выступали за; то в апреле 2009 цифры изменились: 47% за, а 39% против. Изменение во мнении людей могло стать результатом падения курса шведской кроны во время экономического кризиса.

### Результаты
Социологические опросы о возможном участии Швеции в еврозоне регулярно проводятся государственным агентством по статистике — Statistiska centralbyrån. После чего результаты публикуются в прессе или интернете.

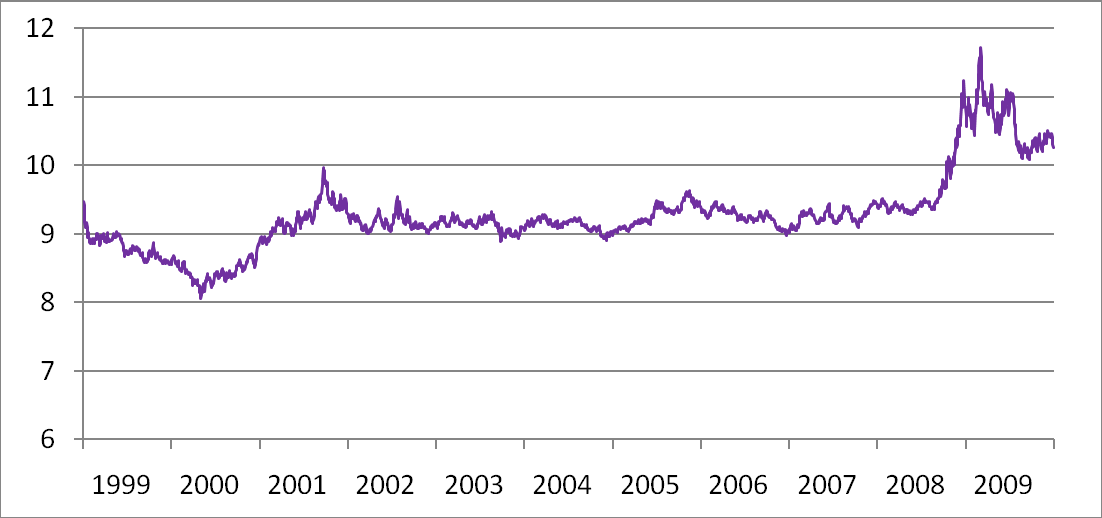
Обменный курс SEK—EUR с 1999 года

| Дата публикации | Да     | Нет    | Не знаю | Количество опрошенных | Организатор опроса       | Ссылки |
| --------------- | ------ | ------ | ------- | --------------------- | ------------------------ | ------ |
| май 2004        | 38 %   | 51 %   | 11 %    | 6687                  | Statistiska centralbyrån | [ 29 ] |
| май 2005        | 40 %   | 47 %   | 13 %    |                       | Statistiska centralbyrån | [ 29 ] |
| май 2006        | 38 %   | 49 %   | 13 %    |                       | Statistiska centralbyrån | [ 29 ] |
| 24 марта 2007   | 37 %   | 60 %   | 3 %     | 1100                  | Skop                     | [ 30 ] |
| май 2007        | 33,3 % | 53,8 % | 12,9 %  |                       | Statistiska centralbyrån | [ 29 ] |
| ноябрь 2007     | 35,0 % | 50,8 % | 14,2 %  |                       | Statistiska centralbyrån | [ 29 ] |
| май 2008        | 34,6 % | 51,7 % | 13,7 %  |                       | Statistiska centralbyrån | [ 29 ] |
| ноябрь 2008     | 37,5 % | 47,5 % | 15 %    | 6687                  | Statistiska centralbyrån | [ 29 ] |
| декабрь 2008    | 44 %   | 48 %   | 7 %     |                       | Dagens Nyheter/Synovate  | [ 31 ] |
| 1 марта 2009    | 45 %   | 51 %   | 4 %     |                       | Skop                     | [ 32 ] |
| 19 апреля 2009  | 47 %   | 45 %   | 8 %     |                       | Sifo                     | [ 33 ] |
| 25 мая 2009     | 47 %   | 44 %   | 9 %     | 1000                  | Novus Opinion            | [ 34 ] |
| 1 июня 2009     | 42,1 % | 42,9 % | 15,1 %  | 6506                  | Statistiska centralbyrån | [ 29 ] |
| 15 декабря 2009 | 44,0 % | 42,0 % | 14 %    | 6398                  | Statistiska centralbyrån | [ 29 ] |
| 9 апреля 2010   | 37 %   | 55 %   | 8 %     | 1004                  | Demoskop                 | [ 35 ] |
| июнь 2010       | 27,8 % | 60 %   | 12,2 %  | 6 135                 | Statistiska centralbyrån | [ 29 ] |

## Монеты евро Швеции
Дизайн шведских монет евро ещё не разработан. В прессе сообщалось, что когда Швеция изменила дизайн монеты в 1 крону в 2001 году, это было сделано для подготовки к переходу на евро. Тогда на монету был помещён новый портрет короля. Монета достоинством в 10 крон уже содержала подобный портрет. Эта информация была взята из отчёта Риксбанка о возможном введении евро в Швеции, согласно которому утверждалось, что скорость обмена денег может быть ускорена благодаря введению портрета короля Карла XVI Густава на монеты достоинством в 1 и 10 крон в 2001 году в качестве национальной стороны шведских монет евро достоинством 1 € и 2 € соответственно.
Согласно законодательству Швеции, только национальные банки могут чеканить монеты. Некоторые частные коллекционные компании производили шведские монеты евро, утверждая, что они являются точными копиями тестовых монет евро, изготовленных Риксбанком. Монеты евро Швеции не будут производиться и выпускаться до того момента, пока не будет разработан план перехода страны на евро.